# Mons (okręg)
Mons (fr. Arrondissement administratif de Mons, nld. Arrondissement Bergen, niem. Bezirk Mons) – okręg w północnej Belgii, w Regionie Walońskim, w prowincji Hainaut.  

## Podział administracyjny
Okręg podzielony jest na 13 gmin (nld. gemeente, fr. commmune, niem. Gemeinde), w skład których wchodzi 70 dzielnic (deelgemeente)
| - Boussu - Hornu - Colfontaine - Pâturages - Warquignies - Wasmes - Dour - Blaugies - Élouges - Wihéries - Frameries - Eugies - La Bouverie - Noirchain - Sars-la-Bruyère (Sars-la-Bruyere) - Hensies - Hainin - Montrœul-sur-Haine - Thulin - Honnelles - Angre - Angreau - Athis - Autreppe - Erquennes - Fayt-le-Franc - Marchipont - Montignies-sur-Roc - Onnezies - Roisin | - Jurbise (Jurbeke) - Erbaut - Erbisœul - Herchies - Masnuy-Saint-Jean - Masnuy-Saint-Pierre - Lens - Bauffe - Cambron-Saint-Vincent - Lombise - Montignies-lez-Lens - Mons (Bergen), miasto - Ciply - Cuesmes - Flénu - Ghlin - Harmignies - Harveng - Havré - Hyon - Jemappes - Maisières - Mesvin - Nimy - Nouvelles - Obourg - Saint-Denis - Saint-Symphorien - Spiennes - Villers-Saint-Ghislain | - Quaregnon - Wasmuel - Quévy - Asquillies - Aulnois - Blaregnies - Bougnies - Genly - Givry - Gœgnies-Chaussée - Havay - Quévy-le-Grand (Groot-Quevy) - Quévy-le-Petit - Quiévrain - Audregnies - Baisieux - Saint-Ghislain, miasto - Baudour - Hautrage - Neufmaison - Sirault - Tertre - Villerot |